# Зеленский, Гавриил Никитович
Гавриил Никитович Зеленский (1909—1944) — старшина Рабоче-крестьянской Красной Армии, участник Великой Отечественной войны, Герой Советского Союза (1943).

## Биография
Гавриил Зеленский родился 26 марта 1909 года в посёлке 2-й Кубанский сахарный завод (ныне — Кореновский район Краснодарского края). После окончания четырёх классов школы работал на заводе. В июне 1941 года Зеленский был призван на службу в Рабоче-крестьянскую Красную Армию. С июля того же года — на фронтах Великой Отечественной войны. Принимал участие в боях на Брянском, Центральном, 1-м Украинском и 1-м Белорусском фронтах. 16 октября 1943 года в бою был ранен. Много раз выполнял специальные задания командования в тылу противника. К февралю 1944 года старшина Гавриил Зеленский командовал взводом 135-й отдельной разведроты 143-й стрелковой дивизии 47-й армии 1-го Белорусского фронта. Отличился во время освобождения Украинской ССР.
Зеленский неоднократно отличался во время форсирования советскими войсками Сейма, Десны, Днепра и Припяти, доставлял своему командованию «языков» и важные сведения, проводил диверсионные рейды. 18 апреля 1944 года Зеленский погиб при выполнении боевого задания у железнодорожной станции Мощёная Волынской области Украинской ССР. Похоронен в Ковеле.
Указом Президиума Верховного Совета СССР от 23 августа 1944 года за «образцовое выполнение боевых заданий командования на фронте борьбы с немецкими захватчиками и проявленные при этом мужество и героизм» старшина Гавриил Зеленский посмертно был удостоен высокого звания Героя Советского Союза.

## Награды
- Медаль «Золотая Звезда» Героя Советского Союза (23.08.1944)[4];
- орден Ленина (23.08.1944);
- орден Отечественной войны 2-й степени (22.10.1943)[5];
- орден Красной Звезды (17.12.1943)[6];
- орден Славы II степени (08.04.1944)[7];
- орден Славы III степени (18.01.1944)[8].

## Память
Барельеф Зеленского установлен на мемориале Славы в Ковеле. На месте его гибели установлен памятный знак.